# شهرستان کیزیلسکی (چلیابینسک)
شهرستان کیزیلسکی (به لاتین: Kizilsky District) یک شهرستان در روسیه است که در استان چلیابینسک واقع شده‌است.